# Kontejnersko dvigalo
Zabojniško  dvigalo oz. kontejnersko dvigalo (angleško Container crane) ali pristaniški žerjav je tip portalnega dvigala, ki se uporablja za nakladadnje in razkladanje univerzalnih kontejnerjev na kontejnerske (zabojniške) ladje. Zabojniška dvigala so po navadi nameščena na železniške tire, tako, da se lahko premikajo po dolžini ladje. Dvigala zagrabijo zabojnik na štirih točkah, na vsakem zgornjem kotu zabojnika po eno. Sodobna dvigala imajo kapaciteto do 120 ton in lahko dvignejo štiri 20-čeveljske zabojnike (TEU) hkrati ali pa dva 40-čeveljska hkrati. Velike ladje po navadi uporabljajo večje število dvigal hkrati za hitrejše nakladanje/razkladanje. 

## Razred kontejnerskih dvigal
- Panamax - lahko razkladajo ladje do širine 9 zabojnikov
- Post-Panamax - lahko razkladajo ladje do širine 12-13 zabojnikov, teža dvigala je okrog 800–900 ton
- Super-post-Panamax - lahko razkladajo ladje do širine 22 in več zabojnikov, teža dvigala je okrog 1600–2200 ton